# Pour une vie plus belle
Pour plus de détails, voir Fiche technique et Distribution.
Pour une vie plus belle (锦上添花, Jin shang tian hua) est un film chinois de Chen Fangqian et Xie Tian, sorti en 1962.

## Synopsis
Le film se déroule dans une gare de campagne en Chine. Un homme et une femme s'associent pour un projet commun; attirés l’un par l’autre, ils n’arrivent pas à s'avouer leurs sentiments.

## Fiche technique
- Titre : Pour une vie plus belle
- Titre original : 锦上添花 (Jin shang tian hua)
- Réalisation : Chen Fangqian et Xie Tian
- Scénario : Chen Fangqian, Xie Tian, Chen Qichang et Luo Guoliang
- Photographie : Zhang Qinghua
- Pays d'origine : Chine
- Format : Noir et blanc
- Genre : comédie dramatique
- Durée : 71 minutes
- Date de sortie : 1962

## Distribution
- Han Fei : Zhigao Duan
- Zhao Ziyue : Old Solution
- Ling Yuan : Heavy Captain